# Chromadorita minor
Chromadorita minor är en rundmaskart som först beskrevs av Allgen 1927.  Chromadorita minor ingår i släktet Chromadorita och familjen Chromadoridae. Inga underarter finns listade i Catalogue of Life.